# Karen DeCrow
Karen DeCrow, född Lipschultz 18 december 1937 i Chicago, död 6 juni 2014 i Jamesville, New York, var en amerikansk journalist, advokat och feminist.
DeCrow var ordförande i National Organization for Women (NOW) 1974–1977.